# Eldora (Colorado)
Pour les articles homonymes, voir Eldora.
Eldora est une census-designated place située dans le comté de Boulder, dans l’État du Colorado, aux États-Unis. Elle comptait 142 habitants lors du recensement de 2010.

## Démographie
| 2000 | 2010 | - | - | - | - |
| ---- | ---- | - | - | - | - |
| 170  | 142  | - | - | - | - |

## Source
- (en) Cet article est partiellement ou en totalité issu de l’article de Wikipédia en anglais intitulé « Eldora, Colorado » (voir la liste des auteurs).